# Hossam El Badry
Hossam El Badry (in arabo حسام البدرى‎?; Suez, 18 marzo 1960) è un allenatore di calcio ed ex calciatore egiziano, di ruolo centrocampista, tecnico dell'Al-Zawraa.

## Caratteristiche tecniche
El Badry in panchina si dimostra un tecnico versatile, in grado di adattarsi e quindi sfruttare al meglio le qualità dei giocatori a disposizione in rosa. Le sue squadre - solitamente disposte con un 4-3-3 o un 4-2-3-1, con l'attaccante che agisce da falso nueve - tendono a giocare un calcio offensivo costruendo il gioco dal basso, prediligendo un calcio fatto di ripartenze veloci e possesso palla.

## Carriera

### Giocatore

#### Club
Muove i suoi primi passi nelle giovanili dell'Al-Ahly, che nel 1978 lo aggrega alla prima squadra. Alle prese con un grave infortunio al ginocchio, nel 1987 decide di ritirarsi dall'attività agonistica a soli 27 anni. Con la squadra egiziana ha vinto sette campionati, quattro Coppe d'Egitto, due Coppe dei Campioni d'Africa e tre Coppa delle Coppe d'Africa.

#### Nazionale
Ha debuttato in nazionale nel 1980. In totale conta 11 presenze e una rete con la selezione egiziana.

### Allenatore
Dopo aver allenato le formazioni giovanili, nel 2002 viene nominato vice allenatore dell'Al-Ahly. Il 22 giugno 2009 diventa tecnico dell'Al-Ahly, guidando la squadra alla vittoria del campionato e della Supercoppa d'Egitto. Si dimette dall'incarico il 22 novembre 2010 dopo la sconfitta per 3-1 subita contro l'Ismaily. Il 4 dicembre 2010 si accorda con l'Al-Merrikh in Sudan, conducendo la squadra alla vittoria del titolo nazionale. 
Il 21 maggio 2012 sostituisce Manuel José sulla panchina dell'Al-Ahly. Il 17 novembre gli egiziani si laureano campioni d'Africa per la settima volta nella storia. Per El-Badry si tratta del primo successo continentale da allenatore. Il 7 maggio 2013 lascia la squadra per accordarsi con l'Al-Ahly Tripoli, in Libia.
Il 5 dicembre 2013 viene nominato CT dell'Egitto Under-23. Il 12 dicembre 2015, dopo aver mancato l'accesso alle Olimpiadi di Rio, viene sollevato dall'incarico. Il 24 agosto 2016 viene chiamato alla guida dell'Al-Ahly per la terza volta. Il 15 maggio 2018 rassegna le proprie dimissioni, dopo aver guidato la squadra alla vittoria di due campionati, una Coppa d'Egitto e una Supercoppa d'Egitto. Il 20 settembre 2019 l'EFA ne ufficializza la nomina a CT della nazionale egiziana. Il 6 settembre 2021 viene esonerato.

#### Dirigente
Nel 2018 è divenuto presidente del Pyramids, incarico che ha mantenuto fino all'anno successivo.

## Statistiche

### Statistiche da allenatore

#### Club
Statistiche aggiornate al 18 febbraio 2024. In grassetto le competizioni vinte.
| Stagione        | Squadra         | Campionato      | Campionato | Campionato | Campionato | Campionato | Coppe nazionali | Coppe nazionali | Coppe nazionali | Coppe nazionali | Coppe nazionali | Coppe continentali | Coppe continentali | Coppe continentali | Coppe continentali | Coppe continentali | Altre coppe | Altre coppe | Altre coppe | Altre coppe | Altre coppe | Totale | Totale | Totale | Totale | % Vittorie | Piazzamento    |
| Stagione        | Squadra         | Comp            | G          | V          | N          | P          | Comp            | G               | V               | N               | P               | Comp               | G                  | V                  | N                  | P                  | Comp        | G           | V           | N           | P           | G      | V      | N      | P      | %          | Piazzamento    |
| --------------- | --------------- | --------------- | ---------- | ---------- | ---------- | ---------- | --------------- | --------------- | --------------- | --------------- | --------------- | ------------------ | ------------------ | ------------------ | ------------------ | ------------------ | ----------- | ----------- | ----------- | ----------- | ----------- | ------ | ------ | ------ | ------ | ---------- | -------------- |
| 2009-2010       | Al-Ahly         | PL              | 30         | 18         | 11         | 1          | CE              | 5               | 4               | 1               | 0               | CCL                | 12                 | 5                  | 2                  | 5                  | SE          | 1           | 0           | 0           | 1           | 48     | 27     | 14     | 7      | 56,25      | 1º             |
| 2010-2011       | Al-Ahly         | PL              | 9          | 5          | 3          | 1          | CE              | 0               | 0               | 0               | 0               | CCL                | 0                  | 0                  | 0                  | 0                  | SE          | 1           | 1           | 0           | 0           | 10     | 6      | 3      | 1      | 60,00      | resc. cons.    |
| 2011            | Al-Merrikh      | PL              | 26         | 24         | 1          | 1          | CS              | -               | -               | -               | -               | CCL                | 2                  | 1                  | 0                  | 1                  | -           | -           | -           | -           | -           | 28     | 25     | 1      | 2      | 89,29      | 1º             |
| 2011-2012       | ENPPI           | PL              | 7          | 6          | 0          | 1          | -               | -               | -               | -               | -               | -                  | -                  | -                  | -                  | -                  | -           | -           | -           | -           | -           | 7      | 6      | 0      | 1      | 85,71      | –              |
| 2012-2013       | Al-Ahly         | PL              | 10         | 8          | 0          | 2          | CE              | 0               | 0               | 0               | 0               | CCL+CCL            | 10+3               | 5+2                | 4+1                | 1+0                | SE+SA+Cmc   | 1+1+3       | 1+1+1       | 0           | 0+0+2       | 28     | 18     | 5      | 5      | 64,29      | resc. cons.    |
| 2016-2017       | Al-Ahly         | PL              | 34         | 25         | 9          | 0          | CE              | 5               | 5               | 0               | 0               | CCL                | 14                 | 6                  | 5                  | 3                  | SE          | 1           | 0           | 1           | 0           | 54     | 36     | 15     | 3      | 66,67      | 1º             |
| 2017-2018       | Al-Ahly         | PL              | 33         | 27         | 4          | 2          | CE              | 3               | 2               | 0               | 1               | ACC+CCL            | 4+4                | 2+2                | 0+1                | 2+1                | SE          | 1           | 1           | 0           | 0           | 45     | 34     | 5      | 6      | 75,56      | 1º             |
| Totale Al-Ahly  | Totale Al-Ahly  | Totale Al-Ahly  | 116        | 83         | 27         | 6          |                 | 13              | 11              | 1               | 1               |                    | 47                 | 22                 | 13                 | 12                 |             | 9           | 5           | 1           | 3           | 185    | 121    | 42     | 22     | 65,41      |                |
| 2022-2023       | ES Sétif        | L1              | 10         | 5          | 3          | 2          | CA              | 0               | 0               | 0               | 0               | -                  | -                  | -                  | -                  | -                  | -           | -           | -           | -           | -           | 10     | 5      | 3      | 2      | 50,00      | resc. cons.    |
| 2022-2023       | Sfaxien         | L1              | 12         | 4          | 4          | 4          | CT              | -               | -               | -               | -               | ACC                | 5                  | 1                  | 2                  | 2                  | -           | -           | -           | -           | -           | 17     | 5      | 6      | 6      | 29,41      | subentrato, 6º |
| 2023-2024       | Al-Zawraa       | PL              | 14         | 6          | 6          | 2          | CI              | 0               | 0               | 0               | 0               | AFC                | 6                  | 3                  | 2                  | 1                  | -           | -           | -           | -           | -           | 20     | 9      | 8      | 3      | 45,00      | in corso       |
| Totale carriera | Totale carriera | Totale carriera | 185        | 128        | 41         | 16         |                 | 13              | 11              | 1               | 1               |                    | 60                 | 27                 | 17                 | 16                 |             | 9           | 5           | 1           | 3           | 267    | 171    | 60     | 36     | 64,04      |                |

#### Nazionale
| Squadra | Naz               | dal               | al               | Record | Record | Record | Record | Record | Record | Record | Record     |
| Squadra | Naz               | dal               | al               | G      | V      | N      | P      | GF     | GS     | DR     | % Vittorie |
| ------- | ----------------- | ----------------- | ---------------- | ------ | ------ | ------ | ------ | ------ | ------ | ------ | ---------- |
| Egitto  | Egitto (bandiera) | 20 settembre 2019 | 6 settembre 2021 | 9      | 5      | 4      | 0      | 13     | 4      | +9     | 55,56      |
| Totale  | Totale            | Totale            | Totale           | 9      | 5      | 4      | 0      | 13     | 4      | +9     | 55,56      |

#### Nazionale nel dettaglio
| 2019          | Egitto        | Qual. Coppa d'Africa 2021 | esonerato     | 2 | 0 | 2 | 0 | &0,00   | 1  | 1 | 0  |
| 2020          | Egitto        | Qual. Coppa d'Africa 2021 | esonerato     | 2 | 2 | 0 | 0 | 100,00& | 4  | 1 | +3 |
| 2021          | Egitto        | Qual. Coppa d'Africa 2021 | esonerato     | 2 | 1 | 1 | 0 | 50,00   | 5  | 1 | +4 |
| 2021          | Egitto        | Qual. Mondiali 2022       | esonerato     | 2 | 1 | 1 | 0 | 50,00   | 2  | 1 | +1 |
| 2019          | Egitto        | Amichevoli                | -             | 1 | 1 | 0 | 0 | 100,00& | 1  | 0 | +1 |
| Totale Egitto | Totale Egitto | Totale Egitto             | Totale Egitto | 9 | 5 | 4 | 0 | 55,56   | 13 | 4 | +9 |

#### Panchine da commissario tecnico della nazionale egiziana
| Cronologia completa delle presenze e delle reti in nazionale ― Egitto | Cronologia completa delle presenze e delle reti in nazionale ― Egitto | Cronologia completa delle presenze e delle reti in nazionale ― Egitto | Cronologia completa delle presenze e delle reti in nazionale ― Egitto | Cronologia completa delle presenze e delle reti in nazionale ― Egitto | Cronologia completa delle presenze e delle reti in nazionale ― Egitto | Cronologia completa delle presenze e delle reti in nazionale ― Egitto | Cronologia completa delle presenze e delle reti in nazionale ― Egitto |
| Data                                                                  | Città                                                                 | In casa                                                               | Risultato                                                             | Ospiti                                                                | Competizione                                                          | Reti                                                                  | Note                                                                  |
| --------------------------------------------------------------------- | --------------------------------------------------------------------- | --------------------------------------------------------------------- | --------------------------------------------------------------------- | --------------------------------------------------------------------- | --------------------------------------------------------------------- | --------------------------------------------------------------------- | --------------------------------------------------------------------- |
| 13-10-2019                                                            | Alessandria d'Egitto                                                  | Egitto                                                                | 1 – 0                                                                 | Botswana                                                              | Amichevole                                                            | Hamdy Fathy                                                           | Cap: A. Fathi                                                         |
| 14-11-2019                                                            | Alessandria d'Egitto                                                  | Egitto                                                                | 1 – 1                                                                 | Kenya                                                                 | Qual. Coppa d'Africa 2021                                             | Kahraba                                                               | Cap: A. Fathi                                                         |
| 18-11-2019                                                            | Moroni                                                                | Comore                                                                | 0 – 0                                                                 | Egitto                                                                | Qual. Coppa d'Africa 2021                                             | -                                                                     | Cap: A. El-Soleya                                                     |
| 14-11-2020                                                            | Il Cairo                                                              | Egitto                                                                | 1 – 0                                                                 | Togo                                                                  | Qual. Coppa d'Africa 2021                                             | Mahmoud Hamdy                                                         | Cap: A. Said                                                          |
| 17-11-2020                                                            | Lomé                                                                  | Togo                                                                  | 1 – 3                                                                 | Egitto                                                                | Qual. Coppa d'Africa 2021                                             | Afsha Mohamed Sherif Trezeguet                                        | Cap: A. Hegazy                                                        |
| 25-3-2021                                                             | Nairobi                                                               | Kenya                                                                 | 1 – 1                                                                 | Egitto                                                                | Qual. Coppa d'Africa 2021                                             | Afsha                                                                 | Cap: A. Hegazy                                                        |
| 29-3-2021                                                             | Il Cairo                                                              | Egitto                                                                | 4 – 0                                                                 | Comore                                                                | Qual. Coppa d'Africa 2021                                             | Mohamed Elneny Mohamed Sherif 2 Mohamed Salah                         | Cap: A. El-Soleya                                                     |
| 1-9-2021                                                              | Il Cairo                                                              | Egitto                                                                | 1 – 0                                                                 | Angola                                                                | Qual. Mondiali 2022                                                   | Afsha                                                                 | Cap: A. Hegazy                                                        |
| 5-9-2021                                                              | Franceville                                                           | Gabon                                                                 | 1 – 1                                                                 | Egitto                                                                | Qual. Mondiali 2022                                                   | Mostafa Mohamed                                                       | Cap: M. Salah                                                         |
| Totale                                                                |                                                                       | Presenze                                                              | 9                                                                     |                                                                       | Reti                                                                  | 13                                                                    |                                                                       |

## Palmarès

### Giocatore

#### Club

##### Competizioni nazionali
- Campionato egiziano: 7

Al Ahly: 1978-1979, 1979-1980, 1980-1981, 1981-1982, 1984-1985, 1985-1986, 1986-1987
- Coppa d'Egitto: 4

Al Ahly: 1980-1981, 1982-1983, 1983-1984, 1984-1985

##### Competizioni internazionali
- Coppa dei Campioni d'Africa: 2

Al Ahly: 1982, 1987
- Coppa delle Coppe d'Africa: 3

Al Ahly: 1983-1984, 1984-1985, 1985-1986

### Allenatore

#### Club

##### Competizioni nazionali
- Campionato egiziano: 3

Al Ahly: 2009-2010, 2016-2017, 2017-2018
- Campionato sudanese di calcio: 1

Al Merrikh: 2011
- Coppa d'Egitto: 1

Al Ahly: 2016-2017
- Supercoppa d'Egitto: 3

Al Ahly: 2010, 2012, 2017

##### Competizioni internazionali
- Coppa dei Campioni d'Africa: 1

Al Ahly: 2012
- Supercoppa CAF: 1

Al Ahly: 2013